# Harvard Summer School
Die Harvard Summer School ist mit ihrer Gründung im Jahr 1871 die erste US-amerikanische Summer School.
Jedes Jahr belegen 5000 Studenten aus über 100 Ländern auf dem Campus der Harvard University in Cambridge (Massachusetts) einen der knapp 300 angebotenen Kurse.

## Bekannte Alumni
- Jacques Chirac, ehemaliger Staatspräsident Frankreichs
- Miriam Hubbard Roelofs, US-amerikanische Frauenrechtlerin